# Topsöğüt, Yeşilyurt
Topsöğüt là một thị trấn thuộc thành phố Malatya, tỉnh Malatya, Thổ Nhĩ Kỳ. Dân số thời điểm năm 2011 là 6.273 người.